# Aeroportul 'Eua
Aeroportul 'Eua (IATA: EUA, ICAO: NFTE) este un aeroport din Tonga ce deservește zona ʻEua⁠(d).
Situat la o altitudine de 99 m, aeroportul dispune de o singură pistă.